# راس الوادي (الشغادرة)

تعديل مصدري - تعديل

راس الوادي هي إحدى قرى عزلة المعطن بمديرية الشغادرة التابعة لمحافظة حجة، بلغ تعداد سكانها 578 نسمة حسب تعداد اليمن لعام 2004.